# Lorenzo Caprile
Pour les articles homonymes, voir Caprile (homonymie).
Lorenzo Caprile Trucchi (Madrid, 2 août 1967) est un styliste espagnol.

## Biographie
Les membres de sa famille sont des entrepreneurs d'origine italienne.
Il étudie la mode au Fashion Institute of Technology de New York, et puis à Florence où il obtient son diplôme en littérature à l'Université de Florence.
En 1993, il ouvre son atelier et présente sa première collection à Madrid.
Il travaille aussi pour la Compagnie nationale de Théâtre classique (es).